# Saladillo (Córdoba)
Saladillo es una localidad situada en el departamento Marcos Juárez, provincia de Córdoba, Argentina.
Se encuentra situada sobre la ruta provincial N.º 6, en las cercanías del Río Saladillo. Se encuentra a 275 km de la ciudad de Córdoba, a 179 km de Rosario, a 46 km de Marcos Juárez, y a 68 km de Bell Ville.
Esta pequeña localidad vive de la agricultura y la cría de ganado.
El 24 de septiembre es la fiesta patronal de la Virgen de la Merced. Hay un santuario de la época en que Saladillo fue un fortín.

## Toponimia
La localidad recibe su nombre del río homónimo, llamado así por sus aguas ligeramente salobres. Dicho río es en realidad el tramo inferior del río Cuarto que unos 15 km al este de la ciudad de La Carlota se transforma en un humedal (Esteros de Loboy o del Saladillo) y luego, tras cursar hacia el noreste en las proximidades de la localidad de Escalante vuelve a tener un cauce definido hasta confluir con el río Tercero formando el río Carcarañá.

## Población
Cuenta con 231 habitantes (Indec, 2022), lo que representa un incremento del 32,76% frente a los 174 habitantes (Indec, 2010) del censo anterior.
| Gráfica de evolución demográfica de Saladillo entre 1991 y 2022 |
|                                                                 |
| Fuente: Censos nacionales del INDEC                             |

## Parroquias de la Iglesia católica en Saladillo
| Diócesis  | Villa María                           |
| --------- | ------------------------------------- |
| Santuario | Santuario Nuestra Señora de la Merced |